# Joseph Carpenter
Joseph R. Carpenter est un joueur de tennis américain né à Philadelphie. Il a notamment remporté les Internationaux des États-Unis en 1910 en double mixte (avec Hazel Hotchkiss).

## Palmarès en Grand Chelem

### Titres en double mixte
|   | Date | Nom et lieu du tournoi               | Cat.      | ($) | Surf.        | Partenaire      | Finalistes                | Score    |
| 1 | 1910 | US Women's National Champ’s, Newport | G. Chelem |     | Herbe (ext.) | Hazel Hotchkiss | Edna Wildey Morris Tilden | 6-2, 6-2 |